# برايس هدسون
برايس هدسون (بالإنجليزية: Bryce Hudson)‏ هو رسام أمريكي، ولد في 29 مارس 1979 في الرباط في المغرب.